# Sundbo Dammsjön
Sundbo Dammsjön är en sjö i Fagersta kommun i Västmanland och ingår i Norrströms huvudavrinningsområde. Sjön är 8,5 meter djup, har en yta på 0,123 kvadratkilometer och befinner sig 112,6 meter över havet.

## Delavrinningsområde
Sundbo Dammsjön ingår i det delavrinningsområde (664955-150353) som SMHI kallar för Utloppet av Stora Aspen. Medelhöjden är 110 meter över havet och ytan är 31,9 kvadratkilometer. Räknas de 112 avrinningsområdena uppströms in blir den ackumulerade arean 2 340,34 kvadratkilometer. Kolbäcksån som avvattnar avrinningsområdet har biflödesordning 3, vilket innebär att vattnet flödar genom totalt 3 vattendrag innan det når havet efter 202 kilometer. Avrinningsområdet består mestadels av skog (67 procent). Avrinningsområdet har 6,02 kvadratkilometer vattenytor vilket ger det en sjöprocent på 18,8 procent. Bebyggelsen i området täcker en yta av 1,27 kvadratkilometer eller 4 procent av avrinningsområdet.